# Philonthus mirei
Philonthus mirei – gatunek chrząszcza z rodziny kusakowatych i podrodziny Staphylininae.
Gatunek ten został opisany w 1967 roku przez C. L. Levasseura, który jako miejsce typowe wskazał Nguembę w forêt de Bafut. W obrębie rodzaju należy do grupy gatunków Philonthus politus. W 2013 roku Lubomír Hromádka dokonał jego redeskrypcji.
Kusak o ciele długości 15,7 mm. Głowa czarna z ciemnobrązowożółtymi głaszczkami i brązowym przodem żuwaczek, wyraźnie szersza niż dłuższa i o skroniach znacznie dłuższych niż oczy. Czułki czarnobrązowe z żółtobrązową nasadą drugiego członu. Czarne z ciemnoniebieskawym połyskiem przedplecze jest szersze niż dłuższe. Miedziano połyskujące pokrywy są również szersze niż dłuższe. Odwłok czarny z ciemnym, niebieskawym połyskiem metalicznym. Odnóża czarnobrązowe.
Chrząszcz afrotropikalny, znany wyłącznie z Kamerunu.